# ファイツブロン
ファイツブロン（ドイツ語: Veitsbronn、周辺地域ではFaidsbrun）は、ドイツ連邦共和国バイエルン州ミッテルフランケン行政管区のフュルト郡に属す町村（以下、本項では便宜上「町」と記述する）である。この町はファイツブロン行政共同体の本部所在地である。

## 地理
ファイツブロンは、ツェン川沿いに位置している。

### 隣接する市町村
隣接する市町村は、北から時計回りに以下の通り:
- オーバーミヒェルバッハ
- フュルト
- ゾイケンドルフ
- カードルツブルク
- ランゲンツェン
- プッシェンドルフ
- トゥーヒェンバッハ

### 自治体の構成
行政上の自治体ファイツボルンは、公的には7つの地区で構成されている:
- ベルンバッハ
- カーゲンホーフ
- クレッペンドルフ
- ラインドルフ
- レッツェルフェムバッハ
- ジーゲルスドルフ
- ファイツブロン

この他にバッハミューレとファイツミューレという集落があるが、これらは1885年に公的な地区ではなくなった。

## 歴史
この集落は、1350年頃に Prunn として初めて文献に記録されており、その数年後には名前の似た集落（Brunn（エムスキルヒェン）や Brunn（ニュルンベルク））と区別し易くために Vites prunne と表記されている。集落名の規定語は、村の教会の守護聖人でもある聖ファイトである。基礎語は、中高ドイツ語の単語 brunne（泉、水源）で、ツェン川の左岸側支流を表している。

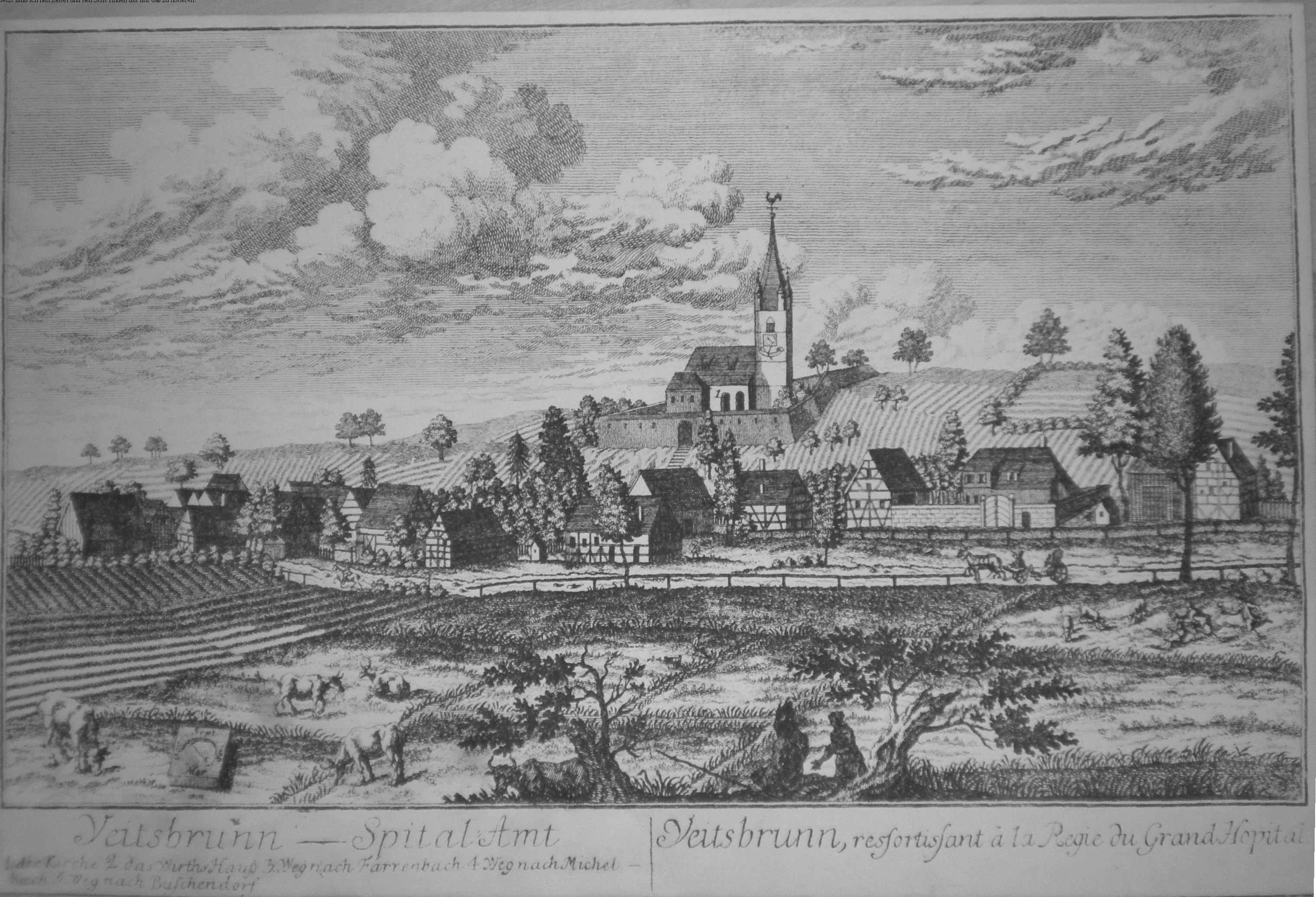
1759年のファイツブロン

18世紀末頃、ファイツブロンには25戸があった。重罪裁判所と村の行政はブランデンブルク＝アンスバッハ侯領のランゲンツェン代官所が管轄した。すべての地所がブランデンブルク＝アンスバッハ侯領のカステンアムト・カドルツブルク（財務局）の所有であった。
ファイツブロンを含むアンスバッハ辺境伯領は、1792年にプロイセン領に、1806年にバイエルン王国領になった。
自治体令に従って1808年にシュトイアーディストリクト・ファイツブロン（徴税区）が設けられた。バッハミューレ、ベルンバッハ、クレッペンドルフ、ジーゲルスドルフ、ファイツミューレは第Iセクションに、レッツェルフェムバッハとトゥーヒェンバッハは第IIセクションに属した。同じ年にルーラルゲマインデ・ファイツブロン（農村）が成立したが、これは徴税区の第Iセクションと全く同じ範囲であった。このゲマインデは、行政と裁判はカドルツブルク地方裁判所、財政はレントアムト・カドルツブルクの管理下に置かれた。1862年にファイツブロンはベツィルクスアムト・フュルト（1938年以降フュルト郡と改名）の管轄下となった。裁判権は1872年にフュルト地方裁判所に、1880年からはフュルト区裁判所に移管された。財政は1870年にレントアムト・フュルト（1920年にフィナンツアムト・フュルトに改名）に移管された。ファイツブロンの町の面積は、1961年に10.190 km2 となった。

### 町村合併
かつて西に隣接する町であったホールバッハのカーゲンホーフ地区は1953年4月にファイツボルンに合併した。ホールバッハ町の廃止により1978年5月1日にラインドルフ地区もファイツブロンに合併した（残りの地区はランゲンツェンに合併）。1980年1月1日に北の隣町トゥーヒェンバッハから人口約 350人のレッツェルフェムバッハがこの町に合併した。

## 住民

### 人口推移
| 時期          | 人口（人） |
| ------------- | ---------- |
| 1840年12月1日 | 687        |
| 1871年12月1日 | 819        |
| 1900年12月1日 | 1,086      |
| 1925年6月16日 | 1,158      |
| 1939年5月17日 | 1,660      |
| 1950年9月13日 | 2,829      |

| 時期           | 人口（人） |
| -------------- | ---------- |
| 1961年6月6日   | 3,927      |
| 1970年5月27日  | 4,954      |
| 1987年5月25日  | 5,461      |
| 2008年12月31日 | 6,282      |
| 2011年12月31日 | 6,215      |
| 2017年12月31日 | 6,550      |

## 行政

### 議会
ファイツブロンの町議会は、20人の議員と、町長のマルコ・キストナー (CDU) とで構成される。

### 紋章
1971年12月6日にミッテルフランケン行政管区から認可された紋章は以下のものである。
図柄: 銀地に赤い服を着て左（向かって右）に歩く聖ファイト。聖人は金色の本と黒いニワトリを持っている。この聖人像は青い波帯に被せて描かれている。

### 姉妹自治体
この町の姉妹自治体は以下の通り:
- ロイカースドルフ（ドイツ、ザクセン州、ヤーンスドルフ/エルツゲビルゲの地区）
- ソヴィチッレ（イタリア、トスカーナ州）

## 文化と見所

### 建築
旧防衛教会の囲い壁の南側に、第一次世界大戦の戦没者を追悼する戦争記念碑として通り抜けが設けられている。
修復された防衛壁は、東側と北側に、壁冠までが保存されている。高い位置に設けられた銃眼や内側の防衛通路が、元々の施設を想像させる。
東の内陣塔を有する教会は、キルヒホーフの中央に位置している。

## 経済と社会資本

### 交通
郡道 FÜ 17号線が、西はラインドルフに向かって、北西はオーバーミヒェルバッハに向かってカーゲンドルフを通っている。FÜ 8号線は、北西はトゥーヒェンバッハへ、南はゾイケンドルフへ向かう。FÜ 7/FÜs 2号線は、南東はベルンバッハ経由でブルクファルンバッハへ、北西はプッシェンドルフへ行く。市町村連絡道が、レッツェルフェムバッハおよびクレッペンドルフとを結んでいる。
ファイツブロンのジーゲルスドルフ地区に駅がある。この駅は、ニュルンベルク - ヴュルツブルク線の駅で、1972年以降、ここからマルクト・エルルバッハ方面にツェングルント鉄道が分岐している。

### メディア
地域の報道は、ニュルンベルガー・ナハリヒテンの地方版であるフュルター・ナハリヒテンおよびニュルンベルガー・ツァイトゥングでなされる。

## 参考図書
- Johann Kaspar Bundschuh (1804). “Veitsbrunn”. Geographisches Statistisch-Topographisches Lexikon von Franken. Band 6: V–Z. Ulm: Verlag der Stettinischen Buchhandlung. pp. 6–7 2020年1月31日閲覧。
- August Gebeßler (1963). Stadt und Landkreis Fürth. Bayerische Kunstdenkmale. 18. Deutscher Kunstverlag. pp. 166–168
- Hanns Hubert Hofmann (1954). Nürnberg-Fürth. Historischer Atlas von Bayern, Teil Franken. I, 4. München: Komm. für Bayerische Landesgeschichte. p. 183 2020年1月31日閲覧。
- Hanns Hubert Hofmann (1954). Nürnberg-Fürth. Historischer Atlas von Bayern, Teil Franken. I, 4. München: Komm. für Bayerische Landesgeschichte. p. 234 2020年1月31日閲覧。
- Wolf-Armin von Reitzenstein (2009). Lexikon fränkischer Ortsnamen. Herkunft und Bedeutung. Oberfranken, Mittelfranken, Unterfranken. München: C. H. Beck. p. 229. ISBN 978-3-406-59131-0
- Gottfried Stieber (1761). “Veitsbronn”. Historische und topographische Nachricht von dem Fürstenthum Brandenburg-Onolzbach. Schwabach: Johann Jacob Enderes. pp. 827–828 2020年1月31日閲覧。
- Wolfgang Wiessner (1963). Stadt und Landkreis Fürth. Historisches Ortsnamenbuch von Bayern. 1. München: Kommission für Bayerische Landesgeschichte. pp. 98–99

これらの文献は、翻訳元であるドイツ語版の参考文献として挙げられていたものであり、日本語版作成に際し直接参照してはおりません。